# Marvin H. Caruthers
Marvin H. Caruthers (Des Moines, 11 de febrero de 1940) es un bioquímico y profesor estadounidense.

## Biografía
Caruthers obtuvo una licenciatura en química en la Universidad Estatal de Iowa en 1962 y un doctorado en bioquímica 1968 en la Universidad Northwestern con Robert Letsinger. Realizó su trabajo postdoctoral en el Instituto de Tecnología de Massachusetts con Har Gobind Khorana. Desde 1973 fue profesor asistente y en 1980 profesor de bioquímica en la Universidad de Colorado en Boulder.
Su investigación se centra en los ácidos nucleicos. Él y su grupo de investigación desarrollaron métodos para la síntesis de fosforamidita de ADN. Utilizando esta técnica, su grupo pudo incorporar análogos de nucleótidos para la mutagénesis de grupos funcionales para una comprensión más profunda de la bioquímica de los ácidos nucleicos. Además del ADN, desarrolló métodos de síntesis de ARN y también de análogos del ADN y las aplicaciones de las moléculas resultantes. Fue cofundador de Amgen y Applied Biosystems con Leroy Hood.
En 1994, Caruthers fue elegido miembro de la Academia Nacional de Ciencias y miembro de la Academia Estadounidense de las Artes y las Ciencias en 1994. Recibió la Medalla Nacional de Ciencias (2006), el Premio NAS de Química al Servicio de la Sociedad (2005) y el Premio NAS de Ciencias Químicas (2014). En 1980 recibió la beca Guggenheim.